# Американо-итальянские отношения
Американо-итальянские отношения — двусторонние дипломатические отношения между США и Италией.

## История

Марка, посвященная 150-летию со дня смерти Франческо Виго

В 1861 году Соединённые Штаты установили дипломатические отношения с Италией после объединения большей части Апеннинского полуострова в единое государство. В 1941 году Италия вместе с Германией и Японией объявили войну США. В 1944 году дипломатические отношения между странами были восстановлены. В настоящее время между США и Италией установились теплые и дружеские отношения, эти две страны следуют демократическим идеалам. Соединенные Штаты и Италия входят в Организацию Североатлантического договора (НАТО) и сотрудничают в Организации Объединенных Наций. Италия тесно сотрудничает с Соединенными Штатами в операциях НАТО и ООН, в рамках двусторонних соглашений, вытекающих из членства в НАТО, Италия не препятствует размещению американских вооружённых сил на своей территории.

## Торговля
США и Италия тесно сотрудничают по экономическим вопросам, в том числе и в Большой семёрке. Соединенные Штаты являются одним из самых важных торговых партнёров Италии. Эти две страны подписали соглашение об отказе от двойного налогообложения.